# روبیو سزار اسپانیا
روبیو سزار اسپانیا (انگلیسی: Rubio César España؛ زادهٔ ۱۱ ژانویهٔ ۲۰۰۴) بازیکن فوتبال اهل کلمبیا است که در حال حاضر برای انویگادو در پست مهاجم بازی می‌کند.

## دوران باشگاهی
روبیو سزار اسپانیا در سانتا کروز د مامپوکس در بخش بولیوار کلمبیا به دنیا آمد و فوتبالش را در مدرسه فوتبال سیفوئنتس در بخش تولیما آغاز کرد. در مسابقات ملی زیر ۱۷ سال در بارانکییا، او نماینده بخش تولیما بود و در مقابل تیم نماینده بخش گوانیا هت‌تریک کرد. او تیمش را به قهرمانی رساند، زمانی که تولیما در فینال ۲–۱ از حریفان خود، بخش آنتیوکیا، پیروز شد.
این عملکردها توجه تیم حرفه‌ای انویگادو را جلب کرد که اسپانیا را در میانه فصل ۲۰۲۲ جذب کرد. او اولین بازی خود را در یک شکست ۱–۰ خارج از خانه مقابل اونسه کالداس در ۲۰ سپتامبر انجام داد و در ماه بعد، ۲۹ اکتبر، اولین گل خود را برای باشگاه زد. در مسابقه کاتگوریا پریمیرا آ مقابل دپورته تولیما که در ترکیب اصلی حضور داشت، اسپانیا در دقیقه ۳۳ گل تساوی را به ثمر رساند؛ او پس از دریافت توپ از هم‌تیمی‌اش دیگو مورنو در لبه محوطه جریمه، با پای چپ توپ را به سمت دروازه‌بان دپورته تولیما، ویلیام کوستا، شلیک کرد.
در فصل بعد، او جایگاه خود را در تیم اصلی انویگادو تثبیت کرد و در نیم‌فصل اول نیم‌فصل اول مقابل ایندیپندنته سانتا فه و مجدداً مقابل دپورته تولیما دو گل به ثمر رساند. عملکردهای او در کوپا لیبرتادورس زیر ۲۰ سال، از جمله تنها گل تیمش در این رقابت - در برد ۱–۰ مقابل حریف بولیویایی آلویز ردی - توجه رسانه‌های ملی را جلب کرد که اسپانیا را به عنوان جواهری نویدبخش فوتبال کلمبیا تحسین کردند.